# Foresters FC
El Foresters Football Club és un club de futbol de la ciutat de Mont Fleuri, Seychelles. Vesteix uniforme de color verd.

## Palmarès
- Lliga seychellesa de futbol:[1]

2019-20, 2022-23
- Copa seychellesa de futbol:[2]

2020